# Simpson, Kansas
Simpson är en ort i Cloud County, och Mitchell County, i Kansas. Vid 2010 års folkräkning hade Simpson 86 invånare.